# Serhij Dacenko (ur. 1987)
Serhij Ołeksandrowycz Dacenko, ukr. Сергій Олександрович Даценко (ur. 6 września 1987) – ukraiński piłkarz, grający na pozycji obrońcy, a wcześniej pomocnika.

## Kariera piłkarska

### Kariera klubowa
Wychowanek klubu Dynamo Kijów, barwy którego bronił w juniorskich mistrzostwach Ukrainy (DJuFL). W 2004 rozpoczął karierę piłkarską w trzeciej drużynie Dynama. Potem został wypożyczony do CSKA Kijów i Nafkoma Browary. Na początku 2007 wyjechał za granicę, gdzie bronił barw Zimbru Kiszyniów, a potem polskiego klubu. Latem 2008 powrócił do Ukrainy i potem grał w drużynie Kniaża-2 Szczasływe. Na początku 2009 został piłkarzem klubu Feniks-Illiczoweć Kalinine, a po roku przeniósł się do klubu Helios Charków. Latem 2010 podpisał kontrakt z uzbeckim klubem Dinamo Samarkanda. W 2011 powrócił do Ukrainy, gdzie został piłkarzem FK Połtawa. W sezonie 2013/14 bronił barw FK Andijon. W lipcu 2014 przeszedł do białoruskiego klubu Tarpieda-BiełAZ Żodzino. Po wygaśnięciu kontraktu w styczniu 2016 opuścił białoruski klub. 22 lutego 2016 podpisał kontrakt z klubem Obołoń-Browar Kijów. 30 lipca 2017 został piłkarzem Dniapra Mohylew. 12 stycznia 2018 opuścił mohylewski klub i wkrótce zasilił skład Arsenału Kijów, w którym grał do końca roku.